# Passage Marcel-Landowski
Le passage Marcel-Landowski est une voie du 19e arrondissement de Paris.

## Situation et accès
Il commence  au 47, rue de Flandre et se termine au 22 bis, rue de Tanger. 
Il est desservi par la ligne 7 à la station Riquet.

## Origine du nom

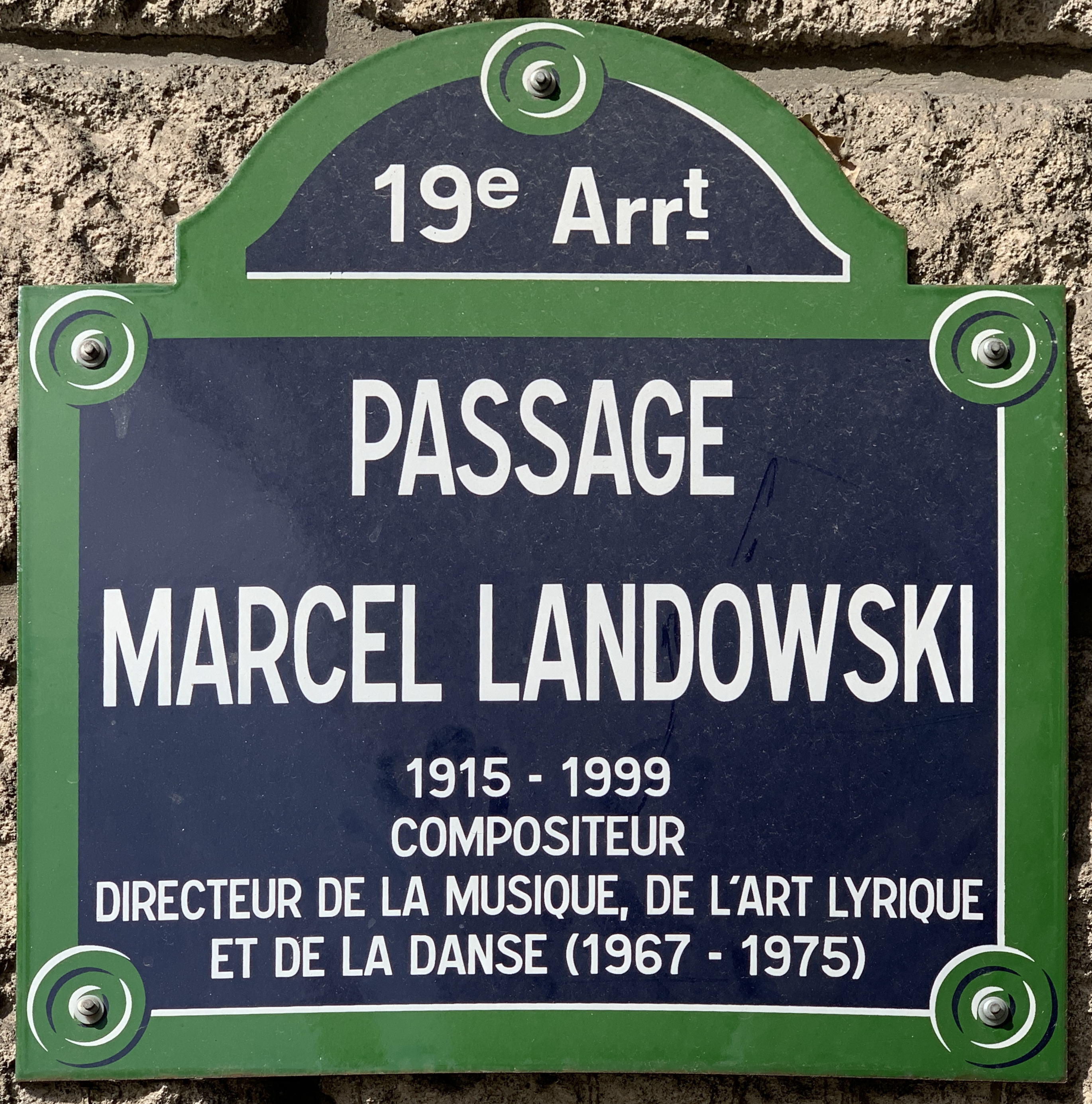
Plaque du passage.

Il porte le nom de Marcel Landowski (1915-1999), un compositeur français d'origine polonaise.

## Historique
Il a été créé, en 1967, sous le nom provisoire de « voie EM/19 », lors de la rénovation du jardin Luc-Hoffmann et a pris sa dénomination actuelle par un arrêté municipal en date du 7 décembre 2007.